# Maurycy Gottlieb
Maurycy Gottlieb (21. února 1856 Drohobyč – 17. července 1879 Krakov) byl polský realistický malíř. Narodil se v židovské podnikatelské rodině v Haliči jako Mojżesz Dawid Gottlieb a byl vychováván v duchu haskaly. Malíři se stali také tři jeho mladší bratři. Lvovské gymnázium nedokončil (byl vyloučen za karikatury pedagogů). Strávil tři roky na vídeňské Akademii, pak studoval v Krakově u Jana Matejka a v Mnichově u Karla von Pilotyho. Navštívil Norsko a Itálii, kde sdílel ateliér s Henrykem Siemiradzkim. V roce 1876 získal zlatou medaili mnichovské Akademie za obraz Shylock a Jessika. Zpracovával témata z polské i židovské historie, snažil se o propojení obou národních tradic a překonání polského antisemitismu. Zemřel ve 23 letech na zápal plic a je pochován na Novém židovském hřbitově v Krakově. Jeho díla jsou vystavena v Národním muzeu v Krakově, Národním muzeu ve Varšavě, Telavivském muzeu umění a pařížském Musée d'art et d'histoire du judaïsme.

## Dílo

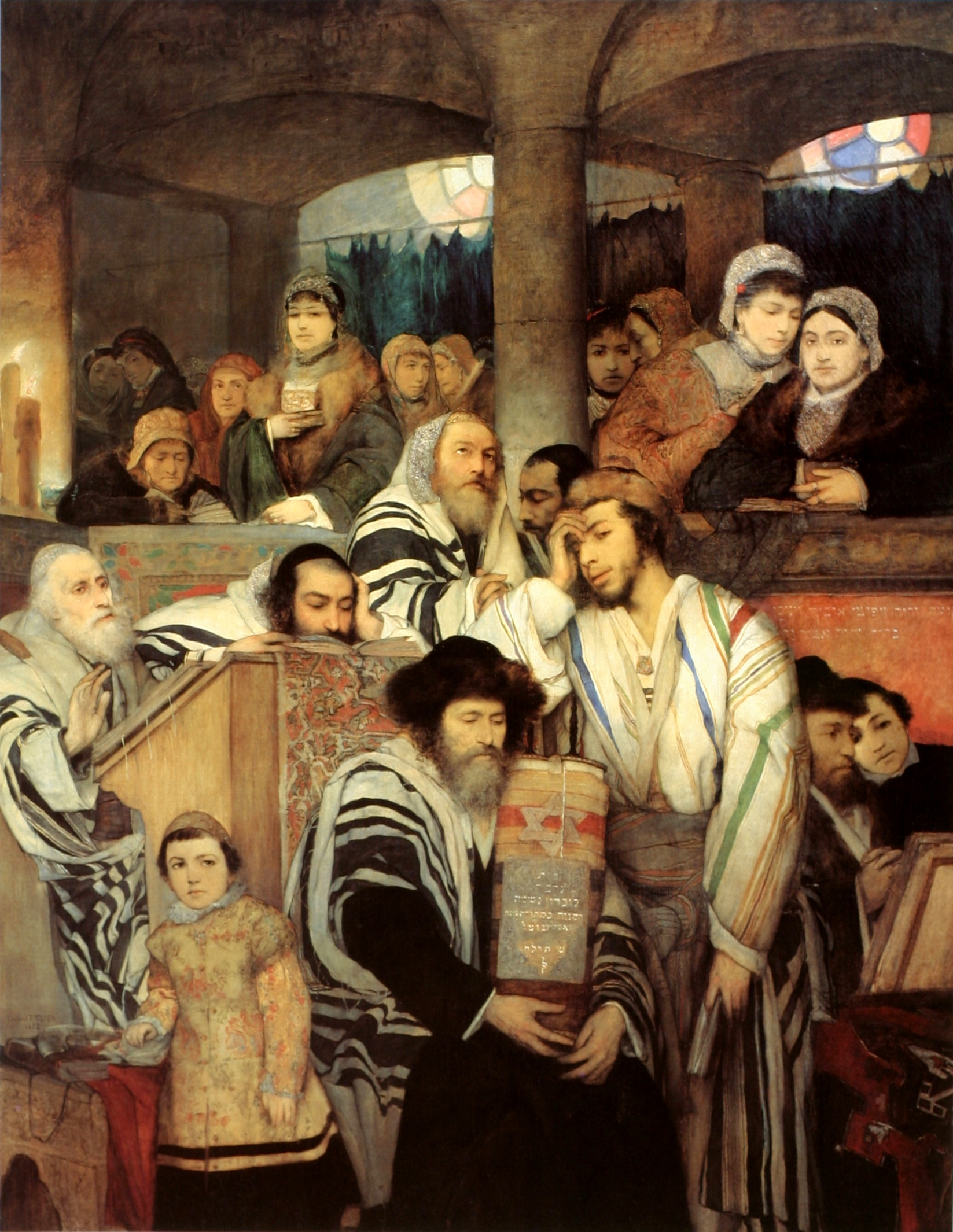
Modlitba na Jom Kippur
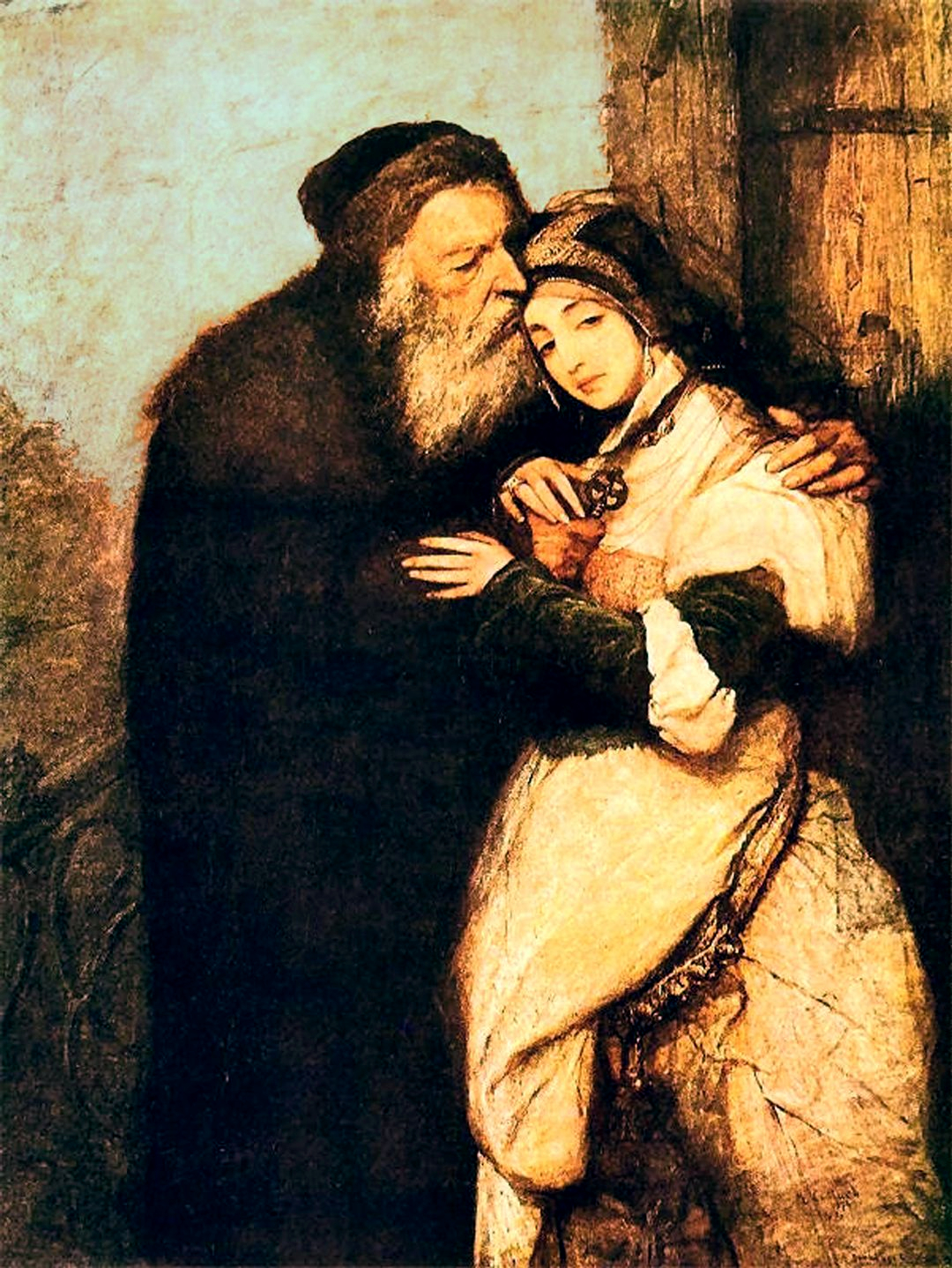
Shylock a Jessika
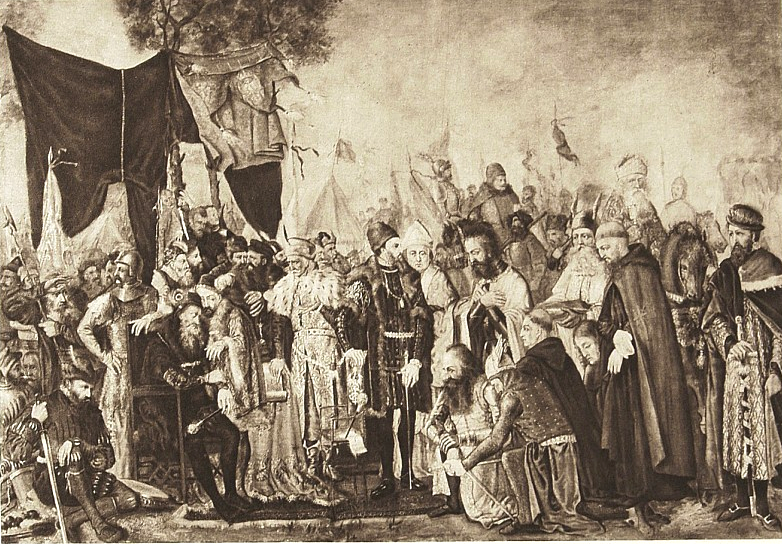
Livonští bratři uzavírají mír se Zikmundem Augustem
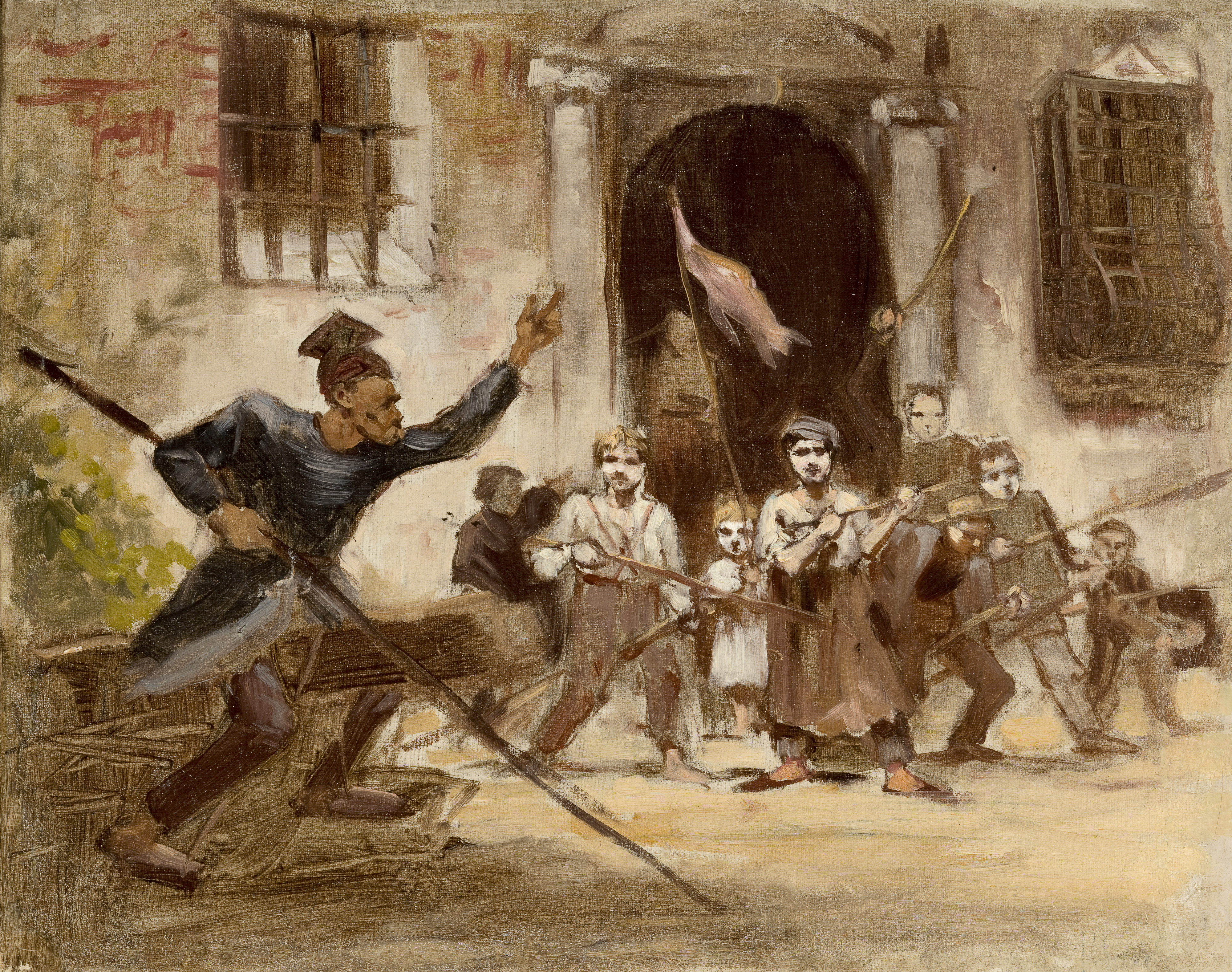
Hromadný odvod
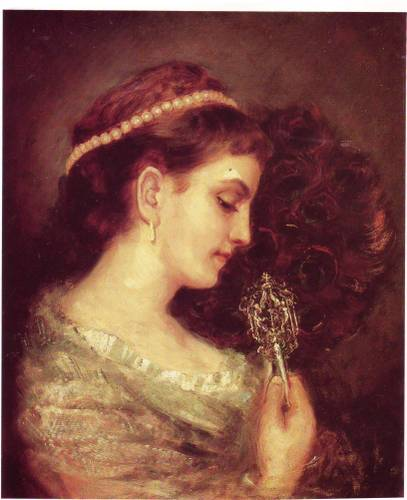
Dáma s vějířem
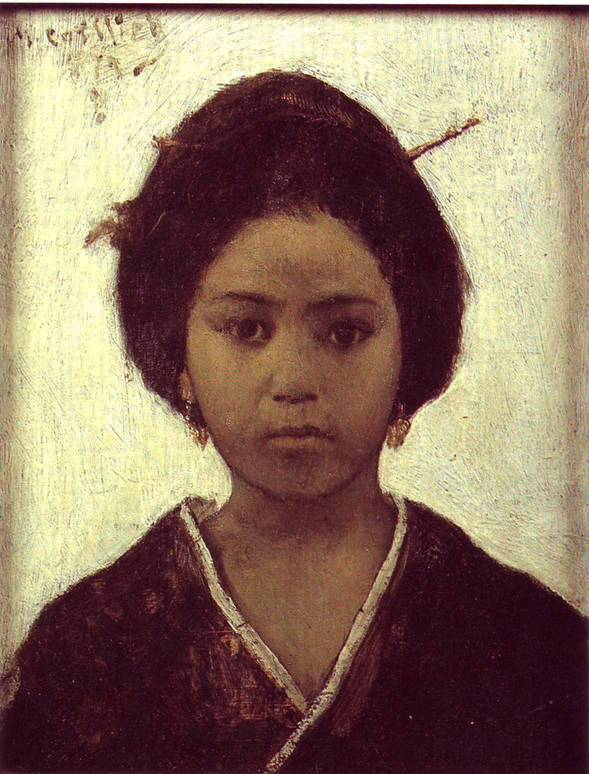
Japonská žena
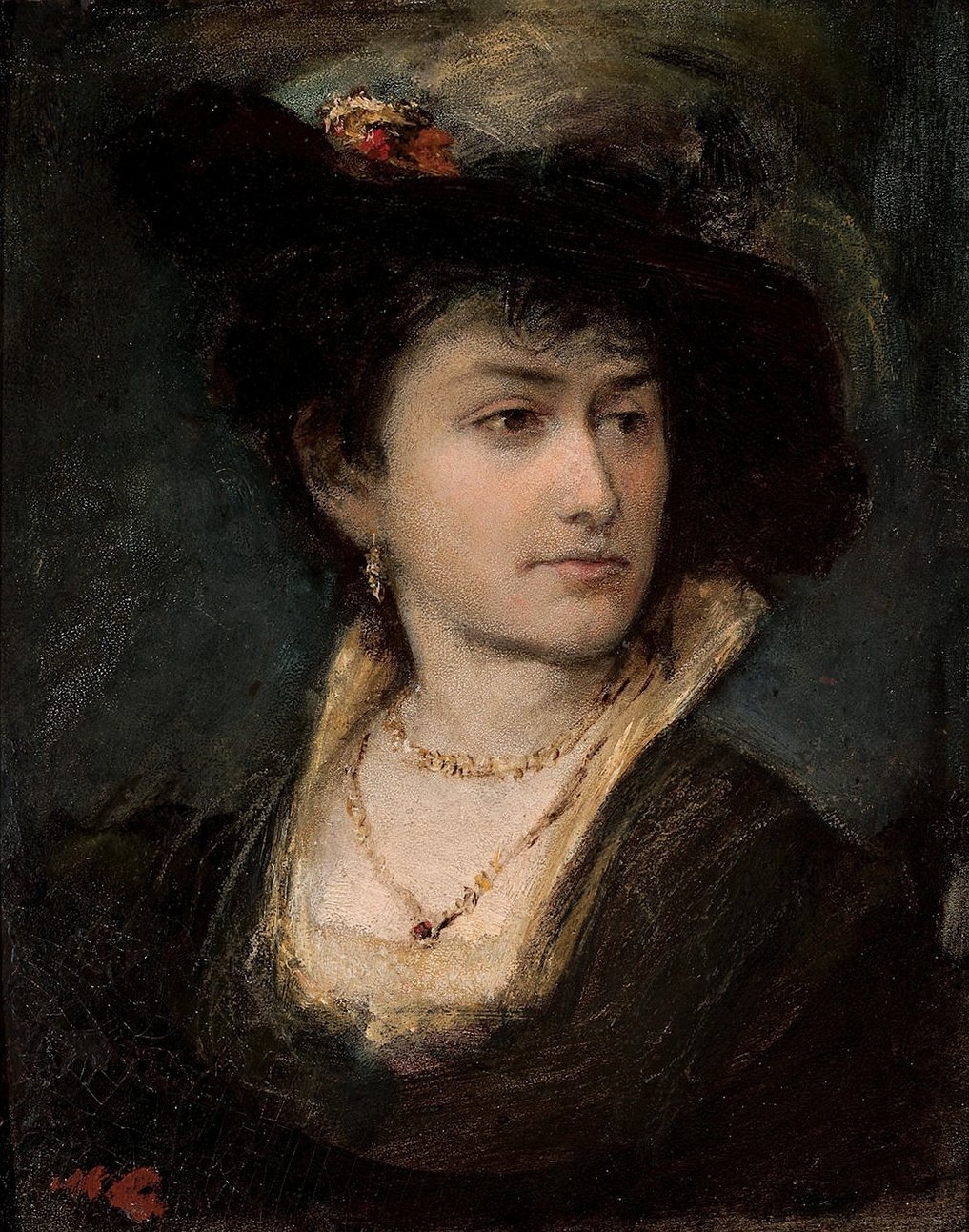
Portrét sestry Anny
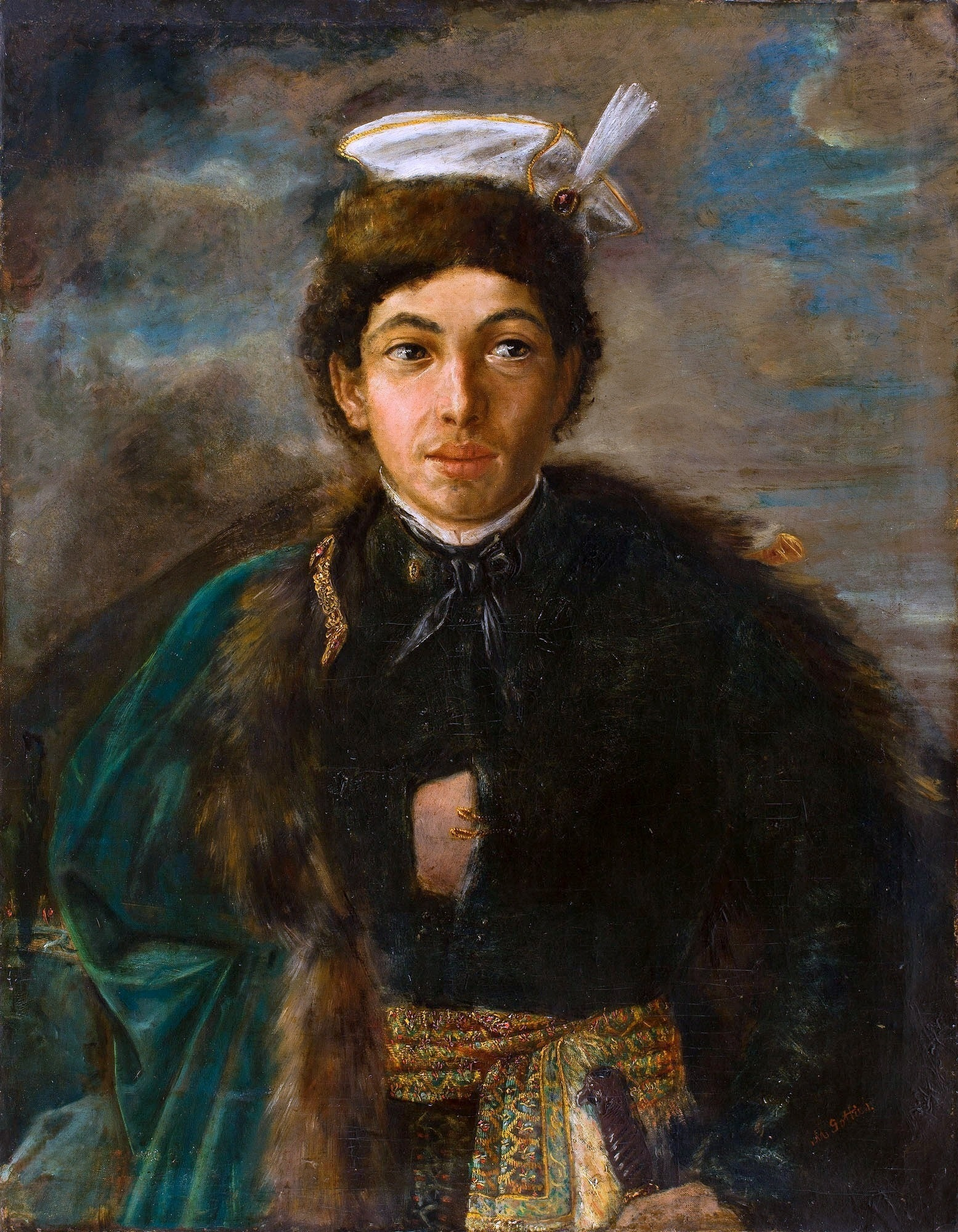
Autoportrét v oblečení polského šlechtice